# هنري جيجير
هنري جيجير (بالإنجليزية: Henry Geiger)‏ هو صحفي أمريكي، ولد في 10 أغسطس 1908، وتوفي في 1989.